# کژچانووو
کژچانووو (به لهستانی:  Krzeczanowo) یک روستا در لهستان است که در گمینا شمیانتکووو واقع شده‌است.